# 房伯玉
房伯玉（ぼう はくぎょく、生没年不詳）は、中国の南北朝時代の官僚・軍人。本貫は清河郡繹幕県。

## 経歴
467年、房法寿や房崇吉らとともに北魏に降り、河間郡太守となった。のちに弟の房叔玉が南朝に逃亡した罪に連座して、伯玉は北辺に移された。後に伯玉も南朝に亡命し、南朝斉の南陽郡太守となった。
494年、北魏の荊州刺史の薛真度と尚書の郗祁阿婆が南陽に進出し、沙堨に向かい、塁を築き溝を開くと、伯玉と斉の新野郡太守の劉思忌が魏軍を破った。
498年、北魏の孝文帝が南征の軍を起こし、宛の外城を攻め落とすと、舎人の公孫延景に命じて伯玉の罪を責め、降伏を促す詔を届けさせた。魏軍が宛を攻略すると、伯玉は両手を後ろ手に縛って降伏した。孝文帝は伯玉とその部下200人を並べて引見した。伯玉は自身の罪が万死に値すると認めながら、命乞いをした。伯玉の従弟の房思安がしきりに伯玉の助命を願い出たため、孝文帝は特別にこれを許した。
伯玉が南朝にいたころ、妾の楊氏を離縁して尼としていた。北魏に入ると、楊氏を還俗させて復縁した。宣武帝が即位すると、伯玉は長史に任じられ、游撃将軍を兼ねた。馮翊相として出向し、在官のまま死去した。

## 伝記資料
- 『魏書』巻43 列伝第31